# Мариинская улица (Павловск)
Марии́нская улица — улица в городе Павловске (Пушкинский район Санкт-Петербурга). Проходит от Елизаветинской улицы до улицы Обороны. Фактически улица Обороны является продолжением Мариинской улицы.
Получила своё название 23 июля 1840 года в честь великой княжны Марии Михайловны, дочери Михаила Павловича, владевшего Павловском в 1828—1849 годах. Тогда же получили названия Елизаветинская и Екатерининская улицы — тоже в честь дочерей Михаила Павловича.
Примерно в 1918 году Мариинскую улицу переименовали в улицу Рабо́тницы — вероятно, с целью выражения пролетарского характера революционной власти и в противопоставление прежнему названию.
11 июня 2003 года было возвращено историческое название — Мариинская улица.
Мариинская улица по Линновскому мосту пересекает реку Славянку.